# Barry Gibb
Barry Alan Crompton Gibb (født 1. september 1946) er en australsk/engelsk singer-songwriter. Han er bedst kendt for at være frontfigur i bandet Bee Gees. Han er det eneste af bandets medlemmer, der fortsat er i live.